# Campionat d'Espanya de trial 2023
La temporada de 2023 del Campionat d'Espanya de trial fou la 56a edició d'aquest campionat, organitzat per la Reial Federació Motociclista Espanyola. El calendari oficial constava de 6 proves puntuables, celebrades entre el 2 d'abril i el 22 d'octubre. 2 de les proves programades es disputaren als Països Catalans: Gironella (la primera, el 2 d'abril) i Camprodon (la darrera, el 22 d'octubre).

## Classificació final
| Posició | Pilot            | Motocicleta | Punts |
| ------- | ---------------- | ----------- | ----- |
| 1       | Jaime Busto      | Gas Gas     | 117   |
| 2       | Adam Raga        | TRRS        | 99    |
| 3       | Gabriel Marcelli | Montesa     | 94    |
| 4       | Aniol Gelabert   | Beta        | 75    |
| 5       | Àlex Canales     | Sherco      | 50    |
| 6       | Gerard Trueba    | Beta        | 45    |
| 7       | Jorge Casales    | Scorpa      | 42    |
| 8       | Pablo Suárez     | Montesa     | 41    |
| 9       | Sondre Haga      | Gas Gas     | 41    |
| 10      | Miquel Gelabert  | Vertigo     | 40    |

## Categories inferiors

### TR2
| Posició | Pilot        | Motocicleta | Punts |
| ------- | ------------ | ----------- | ----- |
| 1       | Gil Vila     | Gas Gas     | 113   |
| 2       | Pau Martínez | Vertigo     | 103   |
| 3       | Pau Dinarés  | TRRS        | 89    |

### TR3
| Posició | Pilot            | Motocicleta | Punts |
| ------- | ---------------- | ----------- | ----- |
| 1       | Rodrigo Marchal  | ?           | 137   |
| 2       | Carlos Monreal   | TRRS        | 79    |
| 3       | Cristian Naranjo | Gas Gas     | 75    |

### Altres
| Categoria  | Guanyador         | Motocicleta |
| ---------- | ----------------- | ----------- |
| TR4        | Héctor Gairín     | TRRS        |
| TR5        | Héctor Márquez    | Gas Gas     |
| Veterans A | Josep M. Segura   | Sherco      |
| Veterans B | Salvador Planella | Vertigo     |
| Júnior     | Miquel Alarcón    | Sherco      |
| Cadet 125  | Ryon Land         | Vertigo     |
| Cadet      | Roger Montserrat  | Gas Gas     |
| Juvenil A  | Fco. Javier Osuna | TRRS        |
| Juvenil B  | Lucas Rodríguez   | ?           |

## Classificació per marques
| Posició | Marca       | Punts |
| ------- | ----------- | ----- |
| 1       | Gas Gas     | 360   |
| 2       | TRRS        | 328   |
| 3       | Sherco      | 212   |
| 4       | Vertigo     | 178   |
| 5       | Beta Trueba | 174   |
| 6       | Montesa     | 89    |
| 7       | Scorpa      | 6     |